# Van Lierde
Van Lierde is een Vlaamse achternaam. De naam is een herkomstnaam, verwijzend naar de dorpen Sint-Martens-Lierde en Sint-Maria-Lierde, nu in de gemeente Lierde. De naam komt in België vooral voor in de zuidelijke Denderstreek, verspreid vanuit de streek rond Lierde.

## Bekende naamdragers
- Bart Van Lierde (1974), Belgisch auteur
- Emmanuel Van Lierde (1976), Belgisch journalist, auteur en hoofdredacteur (Tertio)
- Frederik Van Lierde (1979), Belgisch triatleet
- Jan Van Lierde (1954), Belgisch ontwerper
- Jan Van Lierde (1971), Belgisch illustrator
- Jean Van Lierde (1926-2006), Belgisch pacifist, antimilitarist en schrijver
- Joannes Van Lierde (1781-1857), burgemeester van Itterbeek
- Johan Van Lierde (1947), Belgisch acteur
- Luc Van Lierde (1969), Belgisch triatleet
- Luc Van Lierde, Belgisch acteur
- Monika Van Lierde (1969), Belgisch actrice
- Morgane Van Lierde (1992), Belgisch wielrenster
- Wigbert Van Lierde (1958), Belgisch zanger en songwriter
- Wouter Van Lierde (1963-2020), Belgisch acteur